# Фаттахова, Василя Разифовна
Василя Разифовна Фаттахова (тат. Вәсилә Разиф кызы Фәттахова, 31 декабря 1979, Белорецк, Башкирская АССР, РСФСР, СССР — 26 января 2016, Уфа, Башкортостан, Россия) — татарская певица из Башкортостана. Заслуженная артистка Республики Башкортостан (2015) и Республики Татарстан (2015). Обрела популярность, в первую очередь у татар и башкир, как исполнительница песни композитора Урала Рашитова «Туган як».

## Биография
Родилась 31 декабря 1979 года в Белорецке, Башкирская АССР. Окончила хоровое отделение Учалинского колледжа искусств и культуры имени С. Низаметдинова.
В 1999 году приехала в Уфу, поступила в Уфимский государственный институт искусств имени З. Исмагилова на вокальное отделение. Но уже в октябре уехала на гастроли с группой Айдара Галимова как исполнительница бэк-вокала.
Наиболее известна по своему хиту «Туган як» («Родной край»), исполняемому на татарском языке, который снискал славу не только в Башкортостане, но и по всей России, притом весьма интернациональную. Бо́льшую часть песни звучат лишь голос Васили и ударные, что отличает её от основной массы песен татарской эстрады, в которых почти всегда можно услышать звучание баяна. Песня была признана лучшей в номинации «Интернациональная песня» на Фестивале эстрадной песни «Хрустальный соловей», а также стала лауреатом в номинации «Лучший хит 10-летия» ежегодного Международного фестиваля татарской песни «Татар җыры» в 2008 году. Принимала участие в телевизионном конкурсе профессиональных исполнителей эстрадных и народных песен на башкирском языке «Башкорт йыры» («Башкирская песня»). В 2019 году газета «Бизнес Online» поставила песню «Туган як» на безоговорочное первое место в рейтинге композиций XXI века.
Другие известные песни — «Әйтелмәгән мәхәббәт» (2002, «Невысказанная любовь», включает вариант на башкирском языке, спетый в дуэте с Айдаром Галимовым), «Ялгыз милэш» («Одинокая рябина»), «Этием» («Отец»), «Алмагач чэчэге» («Яблоневый цвет»), «Шахтер җыры» («Песня шахтёра»). Ежегодно певица проводила гастрольный тур, который назывался «Каждую весну».
Скончалась 26 января 2016 года в Уфе вследствие осложнений после родов второго ребёнка (дочери). Похоронена на «Аллее славы» Южного кладбища в Уфе.
В 2019 году известная татарстанская газета «Бизнес Online» опубликовала рейтинг «топ-30 главных татарских песен XXI века», в котором песня «Туган як» оказалась на 1 месте. «Песня „Родной край“ с характерными ударными стала ещё одним народным гимном», указывает газета и добавляет, что песня исполнялась в 2015 году на шоу «Пилигрим», открывавшем Чемпионат мира по водным видам спорта 2015 года, где эту композицию на весь мир представили Филюс Кагиров и Айгуль Хайри.

### Семья
- Муж — Ильгиз Абдракипов
- Сын — Карим (род. 2011)
- Дочь — Камилла (род. 27.12.2015)

## Альбомы
- Туган як (2002) CD
  - Алданма
  - Җилләр
  - Җырламагыз әле шул җырны
  - Кыз бала
  - Көзге чәчәкләр
  - Сөю сере
  - Туган як
  - Умырзая
  - Шахтёр җыры
  - Әйтелмәгән мәхәббәт
- Мәхәббәт кыллары (2008) DVD
  - Бәхетебез бикле ятмасын
  - Гармун
  - Аккош зары
  - Алмагач чәчәге
  - Нечкә күңел
  - Соңлаган язмышым
  - Каеннарым
  - Әтиемә
  - Мәхәббәт кыллары
  - Керәшен татар җыры
  - Кар көримен урамда
  - Сайра, бәхет кошы
  - Туган як җилләре
  - Нечкә күңел (remix)
- The Best. (2012) CD MP3
  - Бәхетебез бикле ятмасын
  - Гармун
  - Аккош зары
  - Алмагач чәчәге
  - Нечкә күңел
  - Соңлаган язмышым
  - Каеннарым
  - Әтиемә
  - Мәхәббәт кыллары
  - Керәшен татар җыры
  - Кар көримен урамда
  - Сайра, бәхет кошы
  - Туган як җилләре
  - Нечкә күңел (remix)
  - Туган як
  - Җилләр
  - Алданма
  - Әйтелмәгән мәхәббәт (Айдар Галимов белән дуэт)
  - Көзге чәчәкләр
  - Кыз бала
  - Ялгыз миләш
  - Умырзая
  - Әнкәй
  - Җырламагыз әле, әй, шул җырны
  - Сөю сере
  - Шахтёр җыры
  - Авылыма кайтам
  - Мин барыбер сине яратам
  - Миләүшәләр
  - Буран (концерттан язма)
  - Татулыкка ни җитә (концерттан язма)
  - Бәхетебез бикле ятмасын (бонус-караоке)
  - Туган як (бонус-караоке)
- Ашыгасын… (2016) CD + DVD
  - Авылыма кайтам
  - Сөю бәхете
  - Эх, сине, кыюсызны
  - Мәхәббәтем син
  - Мин барыбер сине яратам
  - Көтеп яшим
  - Мәңге яшә, әнкәй
  - Өмет
  - Сөю догасы
  - Миләүшәләр
  - Гомер буе көткән бәхетем
  - Язлар саен
  - Парлап яшәсәләр ярлар
  - Камышлы күл
  - Ашыгасың
  - Яшә көлеп
  - Туган як
  - Минем язым син икән (demo версия)

## Видеография
- Мәхәббәт кыллары — видеозапись концерта одноимённого альбома на DVD (2008)[18][19].